# Katnavadi, Yelandur
Katnavadi là một làng thuộc tehsil Yelandur, huyện Chamarajanagar, bang Karnataka, Ấn Độ.